# Valeriae
Valeriae va ser el nom genèric de les lleis romanes proposades cap a l'any 508 aC pel cònsol Publi Valeri Publícola. El propòsit d'aquestes lleis era deixar clar que els alts càrrec de la República Romana no aspiraven al poder monàrquic.
La llei principal va ser l'anomenada Valeriae et Horatiae, que donava acció al poble contra el magistrat que aspirés al poder monàrquic, i que l'infractor i els seus bens fossin sacrificats als déus. Una altra llei proposada per Valeri Publícola, anomenada Valeria de provocatione, prohibia fustigar, matar i multar a un ciutadà que fes apel·lació al poble de la sentència que li imposava aquestos càstigs. Aquesta llei es va transgredir algunes vegades i va haver de ser reformada fins a tres cops.